# Эдди «Орёл»
«Эдди „Орёл“» (англ. Eddie the Eagle) — полубиографическая спортивная драма режиссёра Декстера Флетчера. Главные роли исполнили Тэрон Эджертон и Хью Джекман. Премьера состоялась 26 января 2016 года на кинофестивале Сандэнс, в прокате в США — с 26 февраля. В России фильм вышел 7 апреля 2016 года.
Фильм был удостоен премии «Heartland Film 2016» в категории «Truly Moving Picture Award».

## Сюжет
В 1973 году десятилетний Майкл Эдвардс (Тэрон Эджертон) мечтает об олимпийской славе, тренируясь в различных олимпийских дисциплинах и с треском проваливаясь. Его мать безоговорочно его поддерживает, а отец постоянно отговаривает. В юности Эдди отказывается от мечты об участии в Летних играх в пользу лыжного спорта в Зимних играх. Несмотря на успех в спорте, британские олимпийские чиновники отклоняют кандидитуру Эдвардса. Понимая, что он может попасть в команду в прыжках с трамплина (спорт, в котором Великобритания не участвовала в течение шести десятилетий), он едет на тренировочную базу в Гармиш-Партенкирхене, Германия. Более опытные прыгуны, особенно из норвежской команды, насмехаются над ним.
Эдди самостоятельно тренируется и с первой попытки совершает успешный прыжок с 15-метрового трамплина, но травмируется при первом прыжке с 40-метрового трамплина. Алкоголик Бронсон Пири (Хью Джекман), работающий на ратраке, призывает Эдди сдаться, но сильный дух Эдди и высокомерное отношение других спортсменов убеждают Бронсона обучать Эдди. Эдди узнает от Петры, любезного владельца соседней таверны, что Пири - бывший американский прыгун с трамплина, бросивший спорт, когда ему было за 20, после конфликта со своим наставником, знаменитым прыгуном с трамплина Уорреном Шарпом. Остается мало времени для отбора на Зимние Олимпийские игры 1988 года в Калгари, Альберта, Эдди и Бронсон используют различные нестандартные методы для подготовки и совершенствования Эдди, и тот совершает успешный прыжок с 40-метрового трамплина.
Чтобы попасть в сборную Великобритании по прыжкам с трамплина, а также на Зимние Олимпийские игры, Эдди нужно совершить прыжок с 70-метрового трамплина. Вскоре после этого ему удалось успешно совершить прыжок с результатом в 34 метра, что позволило ему попасть в британскую олимпийскую команду. Однако чиновники, пытаясь не дать Эдди испортить дух Зимних игр с его любительским подходом, решают изменить правила и требуют, чтобы результат был не менее 61 метра. Раздосадованный, Эдди решает продолжить тренировку, его прыжки становятся лучше с каждым разом, но всё равно не соответствуют олимпийским требованиям. Во время тренировочного прыжка на финальном соревновании он совершает точный 61-метровый прыжок, но на своём зачётном прыжке падает и лишается права участвовать в Олимпийских играх. Эдди опустошён и решает вернуться домой, чтобы работать штукатуром с отцом, но получает письмо, в котором сообщается, что его квалификационный прыжок зачтён. Эдди радостно сообщает Бронсону, что имеет право участвовать в Зимних Олимпийских играх. Бронсон пытается его отговорить, объясняя, что Эдди выставит себя дураком и подведёт всю страну, если решит участвовать. Эдди это не пугает, ведь важен сам факт участия на Олимпиаде.
По прибытии в Калгари другие британские атлеты над ним насмехаются, затем спаивают и чуть не провоцируют на драку. В результате Эдди отсутствует на церемонии открытия. Несмотря на то, что он финишировал последним в прыжке на 70 м с результатом 60,5 м, Эдди установил рекорд Великобритании. Его триумфальные торжества покоряют публику, и средства массовой информации называют его Эдди «Орёл». По телефону Бронсон критикует Эдвардса за то, что он не воспринимает спорт всерьёз. Эдвардс публично извиняется перед прессой за своё поведение и, желая доказать серьёзность своих намерений, совершает прыжок с 90-метрового трамплина, который никогда раньше не тренировал. Бронсон решает отправиться на игры и поддержать его. После ободряющей беседы со своим кумиром Матти «Летучим финном» Нюкяненом на подъёмнике на вершину трамплина, Эдди едва выдает результат в 71,5 метр. Он опять занимает последнее место, но тем не менее ему аплодируют зрители и миллионы людей во всём мире. Даже президент Организационного комитета Олимпийских игр Фрэнка Кинг в своей заключительной речи говорит: «Вы побили мировые рекорды. Вы установили множество своих личных рекордов, а некоторые из вас даже воспарили, как Орёл». Британские олимпийские чиновники неохотно признают Эдди.
Уоррен Шарп примиряется с Бронсоном, Эдвардс возвращается домой национальным героем, в аэропорту его приветствуют поклонники; его мать бросается к нему и обнимает. Когда Эдди смотрит на своего отца, он видит джемпер с надписью «Я отец Эдди», что говорит о его поддержке.

## В ролях
| Актёр              | Роль                                                                |
| ------------------ | ------------------------------------------------------------------- |
| Тэрон Эджертон     | Эдди Эдвардс                                                        |
| Хью Джекман        | Бронсон Пири                                                        |
| Ирис Бербен        | Петра                                                               |
| Джо Хартли         | Дженетт мать Эдди                                                   |
| Кит Аллен          | Терри отец Эдди                                                     |
| Эдвин Эндре        | Матти Нюкянен "Летающий финн"                                       |
| Тим Макиннерни     | Дастин Таргет                                                       |
| Руне Тенте         | Бьёрн Норвежский тренер                                             |
| Кристофер Уокен    | Уоррен Шарп                                                         |
| Джим Бродбент      | комментатор BBC                                                     |
| Пол Рейнольдс      | Клив Норт Великобританский репортёр                                 |
| Грэхэм Флетчер-Кук | Эпплби                                                              |
| Мэтт Риппи         | Американский телеведущий                                            |
| Аня Совински       | Кэрри                                                               |
| Дэниэл Ингс        | Зак                                                                 |
| Шон Джексон        | экипировщик                                                         |
| Хоаким Рааф        | прыжковый маршал Оберстдорфа                                        |
| Карлтон Бёрнс      | пожилой прыгун                                                      |
| Марк Бенджамин     | Ларс Хоблин                                                         |
| Мадс Петтерсен     | Эрик Моберг                                                         |
| Марк Бентон        | Ричмонд официальный представитель Олимпийских Игр от Великобритании |
| Том Костелло       | Эдди Эдвардс в 10 лет                                               |
| Джек Костелло      | Эдди Эдвардс в 15 лет                                               |
| Дикон Толсон       | доктор                                                              |

## Отзывы
Фильм получил преимущественно положительные отзывы кинокритиков. На сайте Rotten Tomatoes рейтинг составляет 81%, основываясь на 176 рецензиях со средним баллом 6,5 из 10. На сайте Metacritic фильм имеет оценку 54 балла из 100 на основе 34 рецензий.